# Mavisa

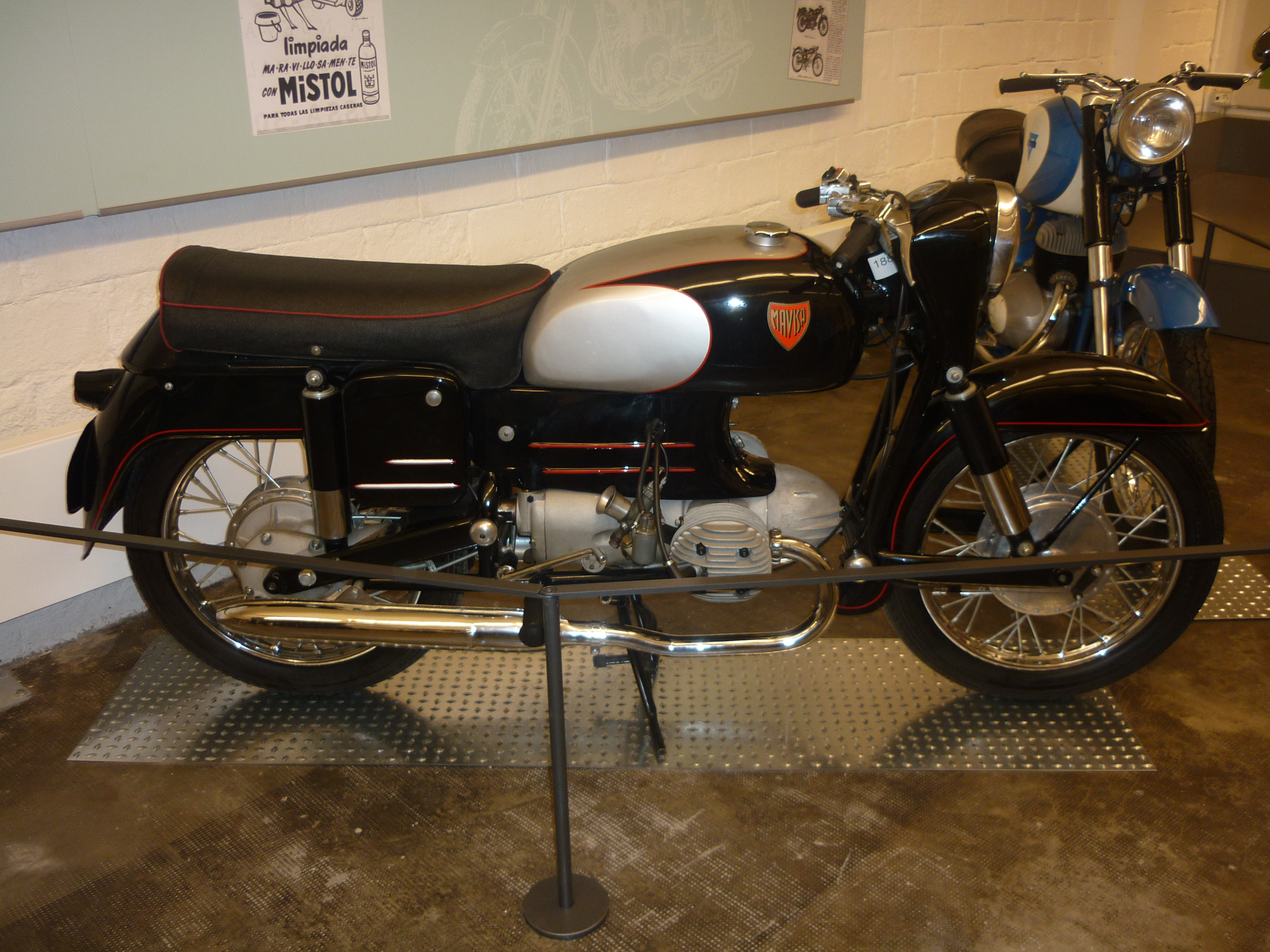
Mavisa Sport 250cc uit 1957

Mavisa is een historisch motorfietsmerk, dat gevestigd was in het Spaanse Sant Cugat del Vallès. 
Vanaf 1957 produceerde Mavisa lichte motorfietsen. Deze hadden een horizontale 248 cc tweetaktmotor. De productie werd al voor 1960 beëindigd.